# 270

270(이백칠십)은 269보다 크고 271보다 작은 자연수다.

## 수학
- 합성수로, 그 약수는 총 16개다. (1, 2, 3, 5, 6, 9, 10, 15, 18, 27, 30, 45, 54, 90, 135, 270)
  - 270의 진약수의 합은 450이므로, 270은 과잉수다.
- 두 쌍둥이 소수(269, 271) 사이의 자연수다.
- {\displaystyle 270=19+23+29+31+37+41+43+47}
  - 연속하는 소수(素數) 8개의 합으로 나타낼 수 있는 수다. 이 성질을 지닌 앞의 수는 240, 다음 수는 304다.
- {\displaystyle 270=10\times 27}
  - 연속하는 두 십각수의 곱으로 나타낼 수 있는 수다. 이 성질을 지닌 앞의 수는 10, 다음 수는 1404다.
- {\displaystyle 270=3^{2}+6^{2}+9^{2}+12^{2}}
  - 공차가 3인 네 자연수의 제곱합으로 나타낼 수 있는 수다. 이 성질을 지닌 앞의 수는 214, 다음 수는 334다.
  - 연속하는 네 개의 {\displaystyle 3n}({\displaystyle n}은 자연수)의 제곱합으로 나타낼 수 있는 가장 작은 수다. 이 성질을 지닌 다음 수는 486이다.
- {\displaystyle 91^{3}-1}은 270으로 나누어떨어진다.

## 과학·기술
- NGC 270(영어판): 고래자리 방향에 있는 렌즈형은하.
- 현대 그랜저 Q270: 현대자동차의 승용차.

## 교통
- 고속도로 및 국도
  - 아우토반 270호선(영어판, 독일어판): 독일의 고속도로.
  - 일본 270번 국도(일본어판): 가고시마현 마쿠라자키시에서 이치키쿠시키노시까지 이어지는 일본의 국도.
- 기타 도로
  - 현도 제270호선

## 군사
- U-270(영어판, 독일어판): 제2차 세계 대전에 사용된 나치 독일의 군용 잠수함.

## 문화유산
- 대한민국의 국보 제270호: 청자 모자원숭이모양 연적
- 대한민국의 보물 제270호: 감지금니 묘법연화경 권6
- 대한민국의 사적 제270호: 서울 방이동 고분군

## 방송
- B tv의 ONN 닥터TV 채널 번호.
- U+ TV의 CBS TV 채널 번호.
- LG헬로비전의 한경아르떼TV 채널 번호.

## 기타
- 연도: 270년, 기원전 270년
- 270년대
- 한국십진분류법에서 힌두교 및 브라만교에 관한 책들이 분류되는 번호.
- 270 파크 애비뉴: 미국 뉴욕 미드타운맨해튼에 있는 마천루.